# 바이나 조캉트
바이나 조칸테(Vahina Giocante, 1981년 6월 30일 ~ )는 프랑스의 배우이다.

## 출연 작품
- 터프 (2013)
- 올모스트 차밍 (2013)
- 30 비트 (2011)
- 가슴을 드러낸 금발의 여인 (2010)
- 벨라미 (2009)
- 인사이드 링: 항공기를 훔쳐라 (2009)
- 시크릿 디펜스 (2008)
- 99 프랑크스 (2007)
- 유 (2006)
- 커튼 레이저 (2006)
- 리비에라 (2005)
- 검은 밤, 1961년 10월 17일 (2005)
- 릴라 말하길 (2005)
- 블루베리 (2004)
- 살라미나의 병사들 (2003)
- 문제없음 (1999)
- 마리 프롬 더 베이 오브 엔젤스 (1997)